# Irakiske Regerende Råd
Det Irakiske Regerende Råd (engelsk: Iraqi Governing Council eller IGC) var den provisoriske regering i Irak fra 13. juli 2003 til 1. juni 2004. Rådet blev etableret af, og var underlagt den amerikansk ledede Koalititionens civile administration (CPA). Det regerende råd bestod af forskellige irakiske politiske ledere, religiøse ledere og stammeledere, der blev udpeget af CPA til at lede landet indtil regeringsmagten i juni 2004 blev overført til den irakiske midlertidige regering (der i maj 2005 blev erstattet af den Irakiske overgangsregering, der i 2006 blev erstattet af den første permanente regering).
Rådet bestod af 13 shiamuslimer, fem sunnimuslimer, fem kurdere, en etnisk tyrker og en assyrer. Tre af medlemmerne var kvinder.
I september 2003 blev det irakiske regerende råd anerkendt af Den Arabiske Liga. 1. juni 2004 blev rådet opløst efter det havde valgt et af rådets medlemmer, Ghazi Mashal Ajil al-Yawer som præsident for den nye midlertidige irakiske regering. Fuld regeringsmagt blev overgivet til den midlertidige regering 28. juni 2004, hvor CPA blev opløst.
På trods af at rådet var underlagt CPA's leder, L. Paul Bremer, havde det flere nøgleroller. Disse inkluderede udpegelsen af repræsentanter til FN, udpegelsen af ministre til de irakiske ministerier, og udarbejdelsen af en midlertidig grundlov.
Forskellige grene i rådet formulerede kontroversielle holdninger. Direktiv nr. 137 blev vedtaget 29. december 2003, på mindre end 15 minutter. Direktivet udskiftede iraks sekulære familielovgivning med en Sharia-lovgivning. Direktivet blev mødt af protester blandt mange irakiske kvinder, der var bange for at det ville påvirke deres ret til at tage egne beslutninger omkring ægteskab, skilsmisse og mange andre områder hvor Irak tidligere var ledende i den arabiske verden inden for kvinderettigheder.
Eksempler på andre love vedtaget af rådet er udråbelsen af dagen for Bagdads fald til national helligdag, dannelsen af et tribunal der skulle retsforfølge landets tidligere politiske ledere, samt lukningen af TV-stationer der angiveligt støttede de irakiske oprørere.